# Yang Lian

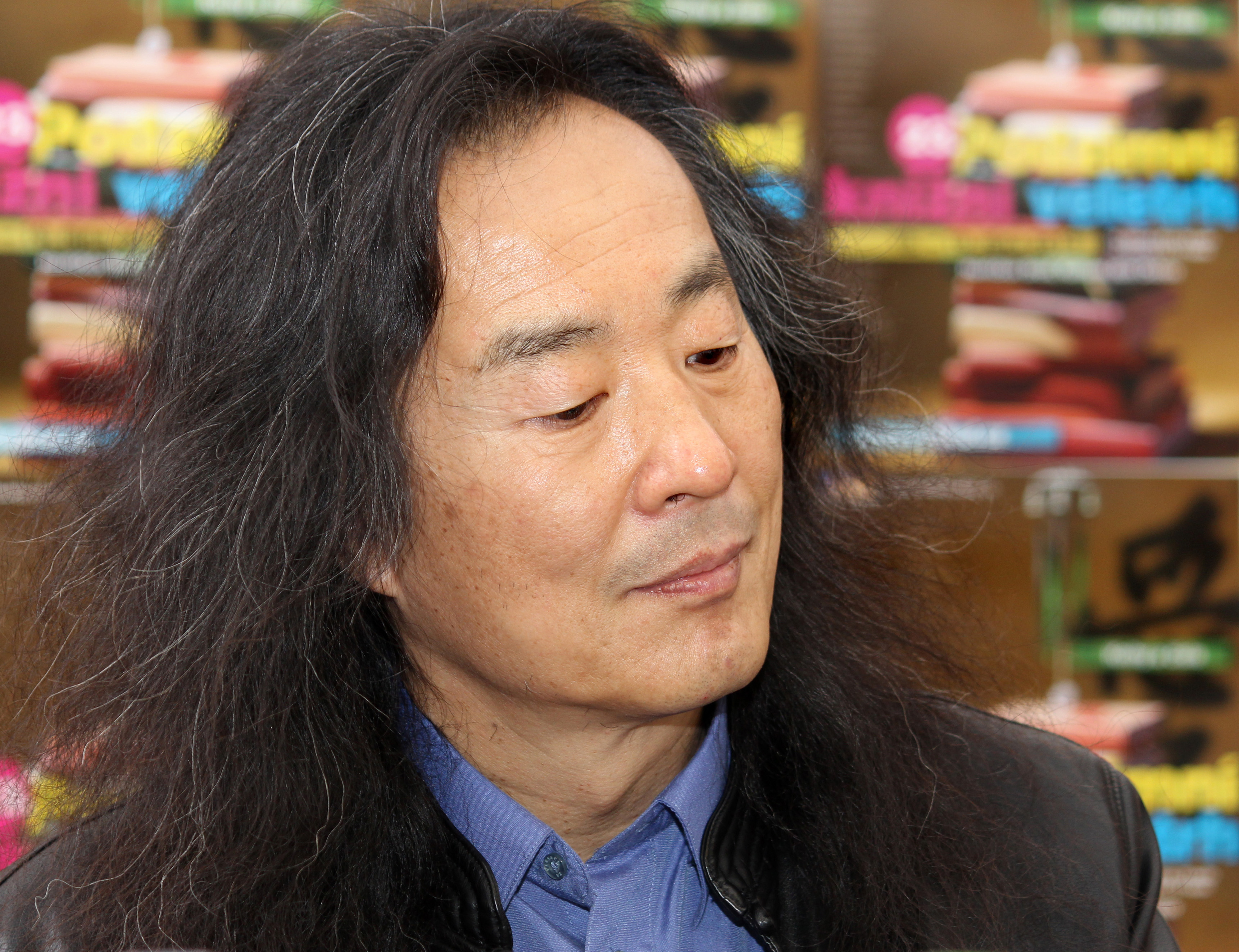
Yang Lian, 2013

Yang Lian (chinesisch 杨炼, Pinyin Yáng Liàn; * 22. Februar 1955 in Bern) ist ein chinesischer Dichter und Mitglied der chinesischen Dichtergruppe Obskure Lyrik (朦朧詩 / 朦胧诗,  Ménglóng Shī, englisch Misty Poets).

## Leben und Werk
Yang Lian wurde in der Schweiz geboren und wuchs in Peking auf. Zur Zeit der Kulturrevolution, 1974, wurde er zur „Umerziehung durch Arbeit“ aufs Land verschickt. Hier begann er, erste Gedichte im klassischen, chinesischen Stil zu verfassen. 1977, nach dem Tod von Mao Zedong und dem Ende der Kulturrevolution, kehrte Yang Lian zurück nach Peking und arbeitete beim staatlichen Rundfunk.
1979 schloss er sich einer Gruppe von Dichtern an, welche die Zeitschrift „Jintian“ (Chinesisch für heute) veröffentlichten; hier entwickelte Yang Lian einen moderneren, experimentellen Schreibstil. Die Gedichte der „Jintian“-Gruppe sorgten für politische Kontroversen, daraus entstand der ursprünglich abwertend gemeinte Name „Misty Poets“. Yang Lians Gedicht „Norlang“ (chinesisch 诺日朗, Pinyin nuò rì lǎng) wurde in der „Kampagne gegen geistige Verschmutzung“ (1983/84) so heftig kritisiert, dass er in den Folgejahren in China nicht mehr publizieren konnte.
1986 begann Yang Lian ins Ausland zu reisen. Unter anderem besuchte er Australien und Neuseeland. Zur Zeit des Tian’anmen-Massakers befand er sich in Auckland, Neuseeland, und beteiligte sich an den Protesten gegen das Vorgehen der chinesischen Regierung. Kurz darauf wurden seine Werke in China auf die Zensurliste gesetzt und Yang Lian wurde die chinesische Staatsbürgerschaft entzogen. Daraufhin erhielt Yang Lian die neuseeländische Staatsbürgerschaft und lebte von da an bis zum Jahre 2012 in London. Seit Herbst 2012 lebt er mit seiner Frau, der Schriftstellerin Liu Yoyo, in Berlin. Im akademischen Jahr 2012/2013 war er Fellow am Wissenschaftskolleg zu Berlin. Übersetzungen seiner Texte haben mehrere deutsche Zeitschriften publiziert.
Seit 2005 ist Yang Lian künstlerischer Leiter des „Unique Mother Tongue“, einer Vereinigung chinesischer Künstler, die regelmäßig Kulturveranstaltungen in London organisieren.

## Bibliographie
- 2023 Erkundung des Bösen. Gedichte. Übersetzt von Joachim Sartorius, Jan Wagner, Rupprecht Mayer, Zhao Yan, Hans Christoph Buch, Ann Cotten, Karin Betz, Daniel Bayerstorfer, Dieter M. Gräf, Frank Kraushaar, Eva Schestag, Lea Schneider, Sabine Peschel. PalmArtPress, Berlin 2023, ISBN 978-3-96258-128-2.
- 2013 Konzentrische Kreise. Ins Deutsche übersetzt von Wolfgang Kubin. Edition Lyrik Kabinett bei Hanser: München. ISBN 978-3-446-23984-5
- 2006 Unreal City: A Chinese Poet in Auckland. (Englisch von Jacob Edmond und Hilary Chung)
- 2005 Concentric Circles (Englisch von Brian Holton und Agnes Hung-Chong Chan, deutsch von Wolfgang Kubin)
- 2004 Dove Si Ferma Il Mare (Italienisch von Brian Holton und Claudia Pozzana)
- 2004 Là où s'arrête la mer (Französisch von Chantal Chen-Andro)
- 2003 Yang Lian Xin Zuo 1998 –2002 (Yang Lian’s neue Werke: 1998 –2002)
- 2002 Yue shi de qi ge ban ye (Sieben Halbnächte der Mondfinsternis)
- 2002 Notes of a blissful ghost (Englisch von Brian Holton)
- 2001 La Maison Sur L’Estuaire (Französisch von Chantal Chen-Andro)
- 2001 Yang Lian und Gao Xingjian: Was hat uns das Exil gebracht? (Deutsch von Barbara Richter und Peter Hoffmann)
- 1999 Dove Il Mare Resta Calmo. Premi Internazionali Flaiano (Italienisch von Dante Marianacci)
- 1999 Where the Sea Stands Still: New Poems (Englisch von Brian Holton)
- 1998 Yang Lian Zuo Pin 1982 – 1997 (Yang Lian’s Werke: 1982 – 1997)
- 1997 China daily (Deutsch von Mark Renné)
- 1996 Der Ruhepunkt des Meeres (Deutsch von Wolfgang Kubin)
- 1995 Hvor Havet Star Stille (Dänisch von Susanne Jorn)
- 1995 Geisterreden (Deutsch von Mark Renné)
- 1994 Ren Jing – Gui Hua (Human Scene – Ghost Speak)
- 1994 Yi (2002 Englisch von Mabel Lee)
- 1994 Non-person singular: Selected poems (Englisch von Brian Holton)
- 1991 Taiyang Yu Ren (Die Sonne und die Leute)
- 1990 Masks and crocodile: A contemporary Chinese poet and his poetry (Englisch von Mabel Lee, Französisch von Chantal Chen-Andro, Deutsch 1994)
- 1990 The Dead in Exile (Englisch von Mabel Lee)
- 1989 Huang (Gelb)
- 1987 Pilgerfahrt (Chao Sheng) (Deutsch von Karl H. Pohl)
- 1986 Huang Hun (Desolate Seele)
- 1985 Li Hun (Ritual der Seele)